# Tour de France 1982
Le Tour de France 1982 est la 69e édition du Tour de France, course cycliste qui s'est déroulée du 2 juillet au 25 juillet 1982 sur 22 étapes pour 3 507 km. Le départ a lieu à Bâle ; l'arrivée se juge aux Champs-Élysées à Paris. C'est le quatrième succès de Bernard Hinault dans l'épreuve. Il gagne en outre quatre étapes dont celle des Champs-Élysées au sprint le dernier jour. Le "Blaireau" devra ensuite attendre trois ans avant de remporter sa 5e Grande Boucle.

## Généralités
- Le départ du Tour a lieu à Bâle en Suisse, l'arrivée finale se juge aux Champs-Élysées à Paris.
- 17 formations de dix coureurs prennent le départ. Une seule arrivera au complet à Paris.
- Bernard Hinault remporte son quatrième Tour de France.
- Moyenne du vainqueur : 37,470 km/h
- Dernier vainqueur sur les Champs-Élysées avec le maillot jaune sur les épaules : Bernard Hinault.

## Résumé de la course
Le Tour s'élance de Bâle en Suisse avec 17 équipes de dix coureurs. Bernard Hinault remporte une victoire tranquille et porte le maillot jaune pendant dix jours. Il remporte quatre victoires d'étape dont une au sprint sur les Champs-Élysées après avoir fait face à une coalition néerlandaise qui accumule les 2e, 3e et 4e places. Hinault remporte son 4e Tour et semble bien parti pour faire mieux que Eddy Merckx et Jacques Anquetil.

## Étape annulée entre Orchies et Fontaine-au-Pire
La cinquième étape du Tour de France 1982, un contre-la-montre par équipes, devait rallier Orchies et Fontaine-au-Pire. Une ville arrivée que ne verront jamais les coureurs, bloqués par une manifestation à Denain. Le village de Fontaine-au-Pire dans le Cambrésis se faisait une joie d’accueillir le Tour de France pour l’arrivée de ce contre-la-montre par équipes. Les métallurgistes d’Usinor-Denain en avaient décidé autrement. Mécontents de la fermeture de leur usine prévue pour 1984, ils ont bloqué la départementale au 30e kilomètre de la course alors que plusieurs équipes avaient pris le départ. Impossible de traverser Denain comme prévu. Image surréaliste des voitures et des vélos qui repartent en sens inverse devant des spectateurs qui parfois ne sont pas au courant de ce blocage quelques kilomètres en amont. L’étape de ce 7 juillet a été annulée et le contre-la-montre par équipes reporté au 12 juillet entre Lorient et Plumelec. Un journaliste sportif de l’époque concluait son reportage ainsi : « pour la première fois de son histoire, le Tour a été arrêté aujourd’hui. »

## Étapes

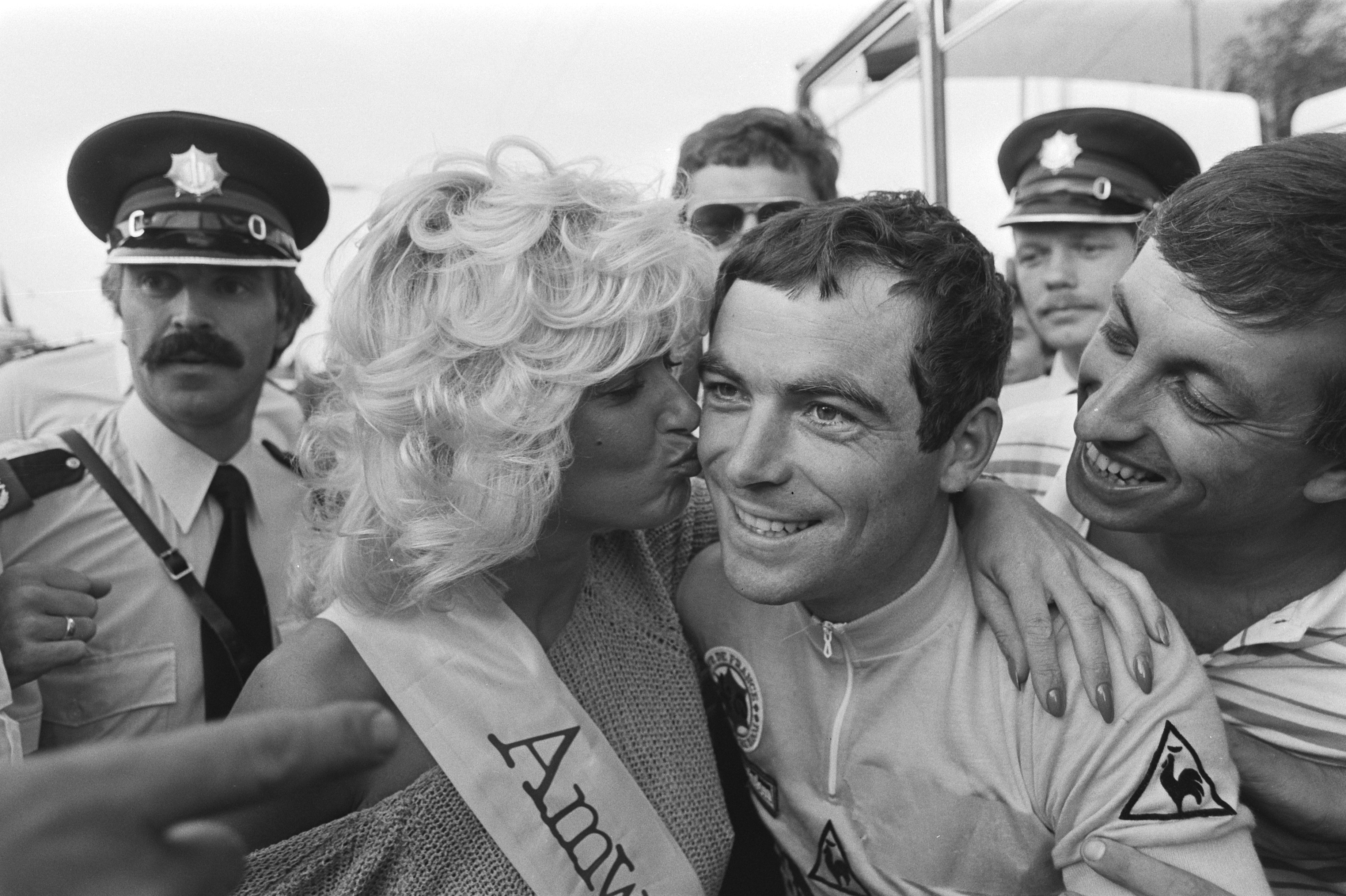
Bernard Hinault remporte pour la quatrième fois le Tour de France en 1982.

| Étape,       | Date            | Villes étapes                               |                              | Distance (km)         | Vainqueur d’étape         | Leader du classement général |
| ------------ | --------------- | ------------------------------------------- | ---------------------------- | --------------------- | ------------------------- | ---------------------------- |
| Prologue     | Ven. 2 juillet  | Bâle - Circuit de Binningen-Oberwil (SUI)   | Contre-la-montre individuel  | 7,4                   | Bernard Hinault           | Bernard Hinault              |
| 1re étape    | Sam. 3 juillet  | Bâle - Circuit de Schupfart-Möhlin (SUI)    | Étape de moyenne montagne    | 207                   | Ludo Peeters              | Ludo Peeters                 |
| 2e étape     | Dim. 4 juillet  | Bâle (SUI) – Nancy                          | Étape de plaine              | 250                   | Phil Anderson             | Phil Anderson                |
| 3e étape     | Lun. 5 juillet  | Nancy – Longwy                              | Étape de plaine              | 134                   | Daniel Willems            | Phil Anderson                |
| 4e étape     | Mar. 6 juillet  | Beauraing (BEL) – Mouscron (BEL)            | Étape de plaine              | 219                   | Gerrie Knetemann          | Phil Anderson                |
| 5e étape     | Mer. 7 juillet  | Orchies – Fontaine-au-Pire                  | Contre-la-montre par équipes | 73                    | —                         | Phil Anderson                |
| 6e étape     | Jeu. 8 juillet  | Lille – Lille                               | Étape de plaine              | 233                   | Jan Raas                  | Phil Anderson                |
|              | Ven. 9 juillet  | Lille                                       | Jour de repos                | Journée de repos no 1 | Journée de repos no 1     | Journée de repos no 1        |
| 7e étape     | Sam. 10 juillet | Cancale – Concarneau                        | Étape de plaine              | 234,5                 | Pol Verschuere            | Phil Anderson                |
| 8e étape     | Dim. 11 juillet | Concarneau – Châteaulin                     | Étape de plaine              | 200,8                 | Frank Hoste               | Phil Anderson                |
| 9e étape (a) | Lun. 12 juillet | Lorient – Plumelec                          | Contre-la-montre par équipes | 69                    | Ti-Raleigh-Campagnolo     | Phil Anderson                |
| 9e étape (b) | Lun. 12 juillet | Plumelec – Nantes                           | Étape de plaine              | 138,5                 | Stefan Mutter             | Phil Anderson                |
| 10e étape    | Mar. 13 juillet | Saintes – Bordeaux                          | Étape de plaine              | 147,2                 | Pierre-Raymond Villemiane | Phil Anderson                |
| 11e étape    | Mer. 14 juillet | Valence-d'Agen – Valence-d'Agen             | Contre-la-montre individuel  | 57,3                  | Gerrie Knetemann          | Bernard Hinault              |
| 12e étape    | Jeu. 15 juillet | Fleurance – Pau                             | Étape de montagne            | 249                   | Sean Kelly                | Bernard Hinault              |
| 13e étape    | Ven. 16 juillet | Pau – Saint-Lary-Soulan - Pla d'Adet        | Étape de montagne            | 122                   | Beat Breu                 | Bernard Hinault              |
|              | Sam. 17 juillet | Saint-Lary-Soulan                           | Jour de repos                | Journée de repos no 2 | Journée de repos no 2     | Journée de repos no 2        |
| 14e étape    | Dim. 18 juillet | Martigues – Martigues                       | Contre-la-montre individuel  | 32,5                  | Bernard Hinault           | Bernard Hinault              |
| 15e étape    | Lun. 19 juillet | Manosque – Orcières-Merlette                | Étape de montagne            | 208                   | Pascal Simon              | Bernard Hinault              |
| 16e étape    | Mar. 20 juillet | Orcières-Merlette – L'Alpe d'Huez           | Étape de montagne            | 123                   | Beat Breu                 | Bernard Hinault              |
| 17e étape    | Mer. 21 juillet | Le Bourg-d'Oisans – Morzine - Avoriaz       | Étape de montagne            | 251                   | Peter Winnen              | Bernard Hinault              |
| 18e étape    | Jeu. 22 juillet | Morzine – Saint-Priest                      | Étape de plaine              | 233                   | Adri van Houwelingen      | Bernard Hinault              |
| 19e étape    | Ven. 23 juillet | Saint-Priest – Saint-Priest                 | Contre-la-montre individuel  | 48                    | Bernard Hinault           | Bernard Hinault              |
| 20e étape    | Sam. 24 juillet | Sens – Aulnay-sous-Bois                     | Étape de plaine              | 161                   | Daniel Willems            | Bernard Hinault              |
| 21e étape    | Dim. 25 juillet | Fontenay-sous-Bois – Paris - Champs-Élysées | Étape de plaine              | 186,8                 | Bernard Hinault           | Bernard Hinault              |

Notes :
1. 1 2  L'étape contre-la-montre par équipes entre Orchies et Fontaine-au-Pire a été annulée à cause de manifestations. En compensation, la 9e étape Lorient–Nantes, initialement prévue pour être courue en ligne, a été découpée en deux tronçons dont le premier disputé sous forme de CLM par équipes jusqu'à Plumelec.

## Classements

### Classement général final
| Classement général | Classement général       | Classement général | Classement général          | Classement général |
|                    | Coureur                  | Pays               | Équipe                      | Temps              |
| ------------------ | ------------------------ | ------------------ | --------------------------- | ------------------ |
| 1er                | Bernard Hinault          | France             | Renault-Elf-Gitane          | en 92 h 8 min 46 s |
| 2e                 | Joop Zoetemelk           | Pays-Bas           | Coop-Mercier-Mavic          | + 6 min 21 s       |
| 3e                 | Johan van der Velde      | Pays-Bas           | TI-Raleigh-Campagnolo       | + 8 min 59 s       |
| 4e                 | Peter Winnen             | Pays-Bas           | Capri Sonne-Eddy Merckx     | + 9 min 24 s       |
| 5e                 | Phil Anderson            | Australie          | Peugeot-Shell-Michelin      | + 12 min 16 s      |
| 6e                 | Beat Breu                | Suisse             | Cilo-Aufina                 | + 13 min 21 s      |
| 7e                 | Daniel Willems           | Belgique           | Sunair-Colnago-Campagnolo   | + 15 min 33 s      |
| 8e                 | Raymond Martin           | France             | Coop-Mercier-Mavic          | + 15 min 35 s      |
| 9e                 | Hennie Kuiper            | Pays-Bas           | DAF Trucks-Teve Blad-Rossin | + 17 min 1 s       |
| 10e                | Alberto Fernández Blanco | Espagne            | Teka                        | + 17 min 19 s      |
| 11e                | Robert Alban             | France             | La Redoute-Motobécane       | + 17 min 21 s      |
| 12e                | Bernard Vallet           | France             | La Redoute-Motobécane       | + 19 min 52 s      |
| 13e                | Jean-René Bernaudeau     | France             | Peugeot-Shell-Michelin      | + 20 min 2 s       |
| 14e                | Sven-Åke Nilsson         | Suède              | Wolber-Spidel               | + 25 min 11 s      |
| 15e                | Sean Kelly               | Irlande            | Sem-France Loire-Campagnolo | + 27 min 17 s      |
| 16e                | Charly Bérard            | France             | Renault-Elf-Gitane          | + 31 min 35 s      |
| 17e                | Kim Andersen             | Danemark           | Coop-Mercier-Mavic          | + 31 min 57 s      |
| 18e                | Jacques Michaud          | France             | Coop-Mercier-Mavic          | + 32 min 21 s      |
| 19e                | Theo de Rooij            | Pays-Bas           | Capri Sonne-Eddy Merckx     | + 32 min 37 s      |
| 20e                | Pascal Simon             | France             | Peugeot-Shell-Michelin      | + 34 min 22 s      |
| 21e                | Stefan Mutter            | Suisse             | Puch-Eorotex-Campagnolo     | + 35 min 2 s       |
| 22e                | Guy Nulens               | Belgique           | DAF Trucks-Teve Blad-Rossin | + 35 min 48 s      |
| 23e                | Jonathan Boyer           | États-Unis         | Sem-France Loire-Campagnolo | + 44 min 9 s       |
| 24e                | René Martens             | Belgique           | DAF Trucks-Teve Blad-Rossin | + 44 min 28 s      |
| 25e                | Lucien Didier            | Luxembourg         | Renault-Elf-Gitane          | + 44 min 37 s      |
| modifier           |                          |                    |                             |                    |

### Classements annexes finals
| Classement par points, | Classement par points,    | Classement par points, | Classement par points,      | Classement par points, |
| ---------------------- | ------------------------- | ---------------------- | --------------------------- | ---------------------- |
|                        | Coureur                   | Pays                   | Équipe                      | Point(s)               |
| 1er                    | Sean Kelly                | Irlande                | Sem-France Loire-Campagnolo | 429 points             |
| 2e                     | Bernard Hinault           | France                 | Renault-Elf-Gitane          | 152 pts                |
| 3e                     | Phil Anderson             | Australie              | Peugeot-Shell-Michelin      | 149 pts                |
| 4e                     | Daniel Willems            | Belgique               | Sunair-Colnago-Campagnolo   | 143 pts                |
| 5e                     | Stefan Mutter             | Suisse                 | Puch-Eorotex-Campagnolo     | 127 pts                |
| 6e                     | Pierre-Raymond Villemiane | France                 | Wolber-Spidel               | 123 pts                |
| 7e                     | Adri van Houwelingen      | Pays-Bas               | Vermeer-Thijs               | 103 pts                |
| 8e                     | Johan van der Velde       | Pays-Bas               | TI-Raleigh-Campagnolo       | 97 pts                 |
| 9e                     | Leo van Vliet             | Pays-Bas               | TI-Raleigh-Campagnolo       | 80 pts                 |
| 10e                    | Bernard Vallet            | France                 | La Redoute-Motobécane       | 74 pts                 |
| modifier               |                           |                        |                             |                        |

| Classement du meilleur grimpeur, | Classement du meilleur grimpeur, | Classement du meilleur grimpeur, | Classement du meilleur grimpeur, | Classement du meilleur grimpeur, |
| -------------------------------- | -------------------------------- | -------------------------------- | -------------------------------- | -------------------------------- |
|                                  | Coureur                          | Pays                             | Équipe                           | Point(s)                         |
| 1er                              | Bernard Vallet                   | France                           | La Redoute-Motobécane            | 278 points                       |
| 2e                               | Jean-René Bernaudeau             | France                           | Peugeot-Shell-Michelin           | 237 pts                          |
| 3e                               | Beat Breu                        | Suisse                           | Cilo-Aufina                      | 205 pts                          |
| 4e                               | Bernard Hinault                  | France                           | Renault-Elf-Gitane               | 141 pts                          |
| 5e                               | Peter Winnen                     | Pays-Bas                         | Capri Sonne-Eddy Merckx          | 113 pts                          |
| 6e                               | Pascal Simon                     | France                           | Peugeot-Shell-Michelin           | 112 pts                          |
| 7e                               | Robert Alban                     | France                           | La Redoute-Motobécane            | 103 pts                          |
| 8e                               | Marino Lejarreta                 | Espagne                          | Teka                             | 86 pts                           |
| 9e                               | Raymond Martin                   | France                           | Coop-Mercier-Mavic               | 86 pts                           |
| 10e                              | Pierre-Henri Menthéour           | France                           | Coop-Mercier-Mavic               | 82 pts                           |
| modifier                         |                                  |                                  |                                  |                                  |

| Classement général du meilleur jeune, | Classement général du meilleur jeune, | Classement général du meilleur jeune, | Classement général du meilleur jeune, | Classement général du meilleur jeune, |
|                                       | Coureur                               | Pays                                  | Équipe                                | Temps                                 |
| ------------------------------------- | ------------------------------------- | ------------------------------------- | ------------------------------------- | ------------------------------------- |
| 1er                                   | Phil Anderson                         | Australie                             | Peugeot-Shell-Michelin                | en 92 h 12 min 2 s                    |
| 2e                                    | Kim Andersen                          | Danemark                              | Coop-Mercier-Mavic                    | + 19 min 41 s                         |
| 3e                                    | Marc Madiot                           | France                                | Renault-Elf-Gitane                    | + 37 min 12 s                         |
| 4e                                    | Gerard Veldscholten                   | Pays-Bas                              | TI-Raleigh-Campagnolo                 | + 39 min 14 s                         |
| 5e                                    | Jean-François Chaurin                 | France                                | Sem-France Loire-Campagnolo           | + 53 min 41 s                         |
| 6e                                    | Pascal Poisson                        | France                                | Renault-Elf-Gitane                    | + 56 min 8 s                          |
| 7e                                    | Pierre-Henri Menthéour                | France                                | Coop-Mercier-Mavic                    | + 58 min 31 s                         |
| 8e                                    | Ad Wijnands                           | Pays-Bas                              | TI-Raleigh-Campagnolo                 | + 1 h 1 min 6 s                       |
| 9e                                    | Pierre Le Bigaut                      | France                                | Coop-Mercier-Mavic                    | + 1 h 10 min 44 s                     |
| 10e                                   | Ludo De Keulenaer                     | Belgique                              | TI-Raleigh-Campagnolo                 | + 1 h 12 min 39 s                     |
| modifier                              |                                       |                                       |                                       |                                       |

| Classement des sprints intermédiaires, | Classement des sprints intermédiaires, | Classement des sprints intermédiaires, | Classement des sprints intermédiaires, | Classement des sprints intermédiaires, |
| -------------------------------------- | -------------------------------------- | -------------------------------------- | -------------------------------------- | -------------------------------------- |
|                                        | Coureur                                | Pays                                   | Équipe                                 | Point(s)                               |
| 1er                                    | Sean Kelly                             | Irlande                                | Sem-France Loire-Campagnolo            | 187 points                             |
| 2e                                     | Phil Anderson                          | Australie                              | Peugeot-Shell-Michelin                 | 87 pts                                 |
| 3e                                     | Daniel Willems                         | Belgique                               | Sunair-Colnago-Campagnolo              | 80 pts                                 |
| 4e                                     | Pierre-Henri Menthéour                 | France                                 | Coop-Mercier-Mavic                     | 62 pts                                 |
| 5e                                     | Bernard Hinault                        | France                                 | Renault-Elf-Gitane                     | 58 pts                                 |
| 6e                                     | Régis Clère                            | France                                 | Coop-Mercier-Mavic                     | 40 pts                                 |
| 7e                                     | Hennie Kuiper                          | Pays-Bas                               | DAF Trucks-Teve Blad-Rossin            | 35 pts                                 |
| 8e                                     | Pierre-Raymond Villemiane              | France                                 | Wolber-Spidel                          | 33 pts                                 |
| 9e                                     | Adri van Houwelingen                   | Pays-Bas                               | Vermeer-Thijs                          | 32 pts                                 |
| 10e                                    | Jacques Michaud                        | France                                 | Coop-Mercier-Mavic                     | 32 pts                                 |
| modifier                               |                                        |                                        |                                        |                                        |

| Classement par équipes | Classement par équipes      | Classement par équipes | Classement par équipes |
|                        | Équipe                      | Pays                   | Temps                  |
| ---------------------- | --------------------------- | ---------------------- | ---------------------- |
| 1re                    | Coop-Mercier-Mavic          | France                 | en 377 h 25 min 33 s   |
| 2e                     | Renault-Elf-Gitane          | France                 | + 14 min 1 s           |
| 3e                     | Peugeot-Shell-Michelin      | France                 | + 26 min 46 s          |
| 4e                     | TI-Raleigh-Campagnolo       | Pays-Bas               | + 55 min 33 s          |
| 5e                     | La Redoute-Motobécane       | France                 | + 1 h 15 min 21 s      |
| 6e                     | Capri Sonne-Eddy Merckx     | Belgique               | + 1 h 43 min 41 s      |
| 7e                     | DAF Trucks-Teve Blad-Rossin | Belgique               | + 1 h 52 min 51 s      |
| 8e                     | Sem-France Loire-Campagnolo | France                 | + 1 h 53 min 57 s      |
| 9e                     | Wolber-Spidel               | France                 | + 2 h 3 min 7 s        |
| 10e                    | Teka                        | Espagne                | + 2 h 55 min 54 s      |
| modifier               |                             |                        |                        |

| Classement par équipes par points, | Classement par équipes par points, | Classement par équipes par points, | Classement par équipes par points, | Classement par équipes par points, |
|                                    | Équipes                            | Pays                               |                                    | Point(s)                           |
| ---------------------------------- | ---------------------------------- | ---------------------------------- | ---------------------------------- | ---------------------------------- |
| 1re                                | TI-Raleigh-Campagnolo              | Pays-Bas                           |                                    | 884                                |
| 2e                                 | Coop-Mercier-Mavic                 | France                             |                                    | 1 253                              |
| 3e                                 | Capri Sonne-Eddy Merckx            | Belgique                           |                                    | 1 323                              |
| 4e                                 | Peugeot-Shell-Michelin             | France                             |                                    | 1 352                              |
| 5e                                 | La Redoute-Motobécane              | France                             |                                    | 1 482                              |
| 6e                                 | Renault-Elf-Gitane                 | France                             |                                    | 1 529                              |
| 7e                                 | Wolber-Spidel                      | France                             |                                    | 1 535                              |
| 8e                                 | Sem-France Loire-Campagnolo        | France                             |                                    | 1 799                              |
| 9e                                 | DAF Trucks-Teve Blad-Rossin        | Belgique                           |                                    | 1 869                              |
| 10e                                | Vermeer-Thijs                      | Belgique                           |                                    | 2 282                              |
| modifier                           |                                    |                                    |                                    |                                    |

#### Classement combiné
| Classement combiné | Classement combiné   | Classement combiné | Classement combiné          | Classement combiné |
| ------------------ | -------------------- | ------------------ | --------------------------- | ------------------ |
|                    | Coureur              | Pays               | Équipe                      | Point(s)           |
| 1er                | Bernard Hinault      | France             | Renault-Elf-Gitane          | 11 points          |
| 2e                 | Sean Kelly           | Irlande            | Sem-France Loire-Campagnolo | 5 pts              |
| 3e                 | Bernard Vallet       | France             | La Redoute-Motobécane       | 5 pts              |
| 4e                 | Phil Anderson        | Australie          | Peugeot-Shell-Michelin      | 4 pts              |
| 5e                 | Beat Breu            | Suisse             | Cilo-Aufina                 | 4 pts              |
| 6e                 | Joop Zoetemelk       | Pays-Bas           | Coop-Mercier-Mavic          | 4 pts              |
| 7e                 | Jean-René Bernaudeau | France             | Peugeot-Shell-Michelin      | 3 pts              |
| 8e                 | Johan van der Velde  | Pays-Bas           | TI-Raleigh-Campagnolo       | 3 pts              |
| 9e                 | Peter Winnen         | Pays-Bas           | Capri Sonne-Eddy Merckx     | 3 pts              |
| 10e                | Daniel Willems       | Belgique           | Sunair-Colnago-Campagnolo   | 2 pts              |
| modifier           |                      |                    |                             |                    |

### Évolution des classements
| Étape              | Vainqueur                 | Classement général | Classement par points | Classement de la montagne | Classement du meilleur jeune | Classement du combiné | Sprints intermédiaires | Classements par équipes | Classements par équipes | Prix de la combativité |
| Étape              | Vainqueur                 | Classement général | Classement par points | Classement de la montagne | Classement du meilleur jeune | Classement du combiné | Sprints intermédiaires | Au temps                | Aux points              | Prix de la combativité |
| ------------------ | ------------------------- | ------------------ | --------------------- | ------------------------- | ---------------------------- | --------------------- | ---------------------- | ----------------------- | ----------------------- | ---------------------- |
| P                  | Bernard Hinault           | Bernard Hinault    | Bernard Hinault       | Jan Raas                  | Phil Anderson                | Gerrie Knetemann      | non décerné            | Miko-Mercier-Vivagel    | Miko-Mercier-Vivagel    | non décerné            |
| 1                  | Ludo Peeters              | Ludo Peeters       | Ludo Peeters          | Bernard Vallet            | Phil Anderson                | Ludo Peeters          | Serge Demierre         | TI-Raleigh-Campagnolo   | TI-Raleigh-Campagnolo   | Bernard Bourreau       |
| 2                  | Phil Anderson             | Phil Anderson      | Sean Kelly            | Bernard Vallet            | Phil Anderson                | Phil Anderson         | Sean Kelly             | TI-Raleigh-Campagnolo   | TI-Raleigh-Campagnolo   | Jacques Michaud        |
| 3                  | Daniel Willems            | Phil Anderson      | Sean Kelly            | Bernard Vallet            | Phil Anderson                | Phil Anderson         | Sean Kelly             | TI-Raleigh-Campagnolo   | TI-Raleigh-Campagnolo   | Daniel Willems         |
| 4                  | Gerrie Knetemann          | Phil Anderson      | Sean Kelly            | Bernard Vallet            | Phil Anderson                | Phil Anderson         | Sean Kelly             | TI-Raleigh-Campagnolo   | TI-Raleigh-Campagnolo   | Bernard Vallet         |
| 5                  | —                         | Phil Anderson      | Sean Kelly            | Bernard Vallet            | Phil Anderson                | Phil Anderson         | Sean Kelly             | TI-Raleigh-Campagnolo   | TI-Raleigh-Campagnolo   | —                      |
| 6                  | Jan Raas                  | Phil Anderson      | Sean Kelly            | Bernard Vallet            | Phil Anderson                | Phil Anderson         | Sean Kelly             | TI-Raleigh-Campagnolo   | TI-Raleigh-Campagnolo   | Adri van der Poel      |
| 7                  | Pol Verschuere            | Phil Anderson      | Sean Kelly            | Bernard Vallet            | Phil Anderson                | Phil Anderson         | Sean Kelly             | TI-Raleigh-Campagnolo   | TI-Raleigh-Campagnolo   |                        |
| 8                  | Frank Hoste               | Phil Anderson      | Sean Kelly            | Bernard Vallet            | Phil Anderson                | Phil Anderson         | Sean Kelly             | TI-Raleigh-Campagnolo   | TI-Raleigh-Campagnolo   | Régis Clère            |
| 9a                 | TI-Raleigh-Campagnolo     | Phil Anderson      | Sean Kelly            | Bernard Vallet            | Phil Anderson                | Phil Anderson         | Sean Kelly             | TI-Raleigh-Campagnolo   | TI-Raleigh-Campagnolo   |                        |
| 9b                 | Stefan Mutter             | Phil Anderson      | Sean Kelly            | Bernard Vallet            | Phil Anderson                | Phil Anderson         | Sean Kelly             | TI-Raleigh-Campagnolo   | TI-Raleigh-Campagnolo   |                        |
| 10                 | Pierre-Raymond Villemiane | Phil Anderson      | Sean Kelly            | Bernard Vallet            | Phil Anderson                | Phil Anderson         | Sean Kelly             | TI-Raleigh-Campagnolo   | TI-Raleigh-Campagnolo   |                        |
| 11                 | Gerrie Knetemann          | Bernard Hinault    | Sean Kelly            | Bernard Vallet            | Phil Anderson                | Phil Anderson         | Sean Kelly             | TI-Raleigh-Campagnolo   | TI-Raleigh-Campagnolo   | non décerné            |
| 12                 | Sean Kelly                | Bernard Hinault    | Sean Kelly            | Bernard Vallet            | Phil Anderson                | Phil Anderson         | Sean Kelly             | TI-Raleigh-Campagnolo   | TI-Raleigh-Campagnolo   | André Chalmel          |
| 13                 | Beat Breu                 | Bernard Hinault    | Sean Kelly            | Bernard Vallet            | Phil Anderson                | Phil Anderson         | Sean Kelly             | TI-Raleigh-Campagnolo   | TI-Raleigh-Campagnolo   | Christian Jourdan      |
| 14                 | Bernard Hinault           | Bernard Hinault    | Sean Kelly            | Bernard Vallet            | Phil Anderson                | Phil Anderson         | Sean Kelly             | TI-Raleigh-Campagnolo   | TI-Raleigh-Campagnolo   | non décerné            |
| 15                 | Pascal Simon              | Bernard Hinault    | Sean Kelly            | Bernard Vallet            | Phil Anderson                | Bernard Vallet        | Sean Kelly             | Miko-Mercier-Vivagel    | TI-Raleigh-Campagnolo   | Pascal Simon           |
| 16                 | Beat Breu                 | Bernard Hinault    | Sean Kelly            | Bernard Vallet            | Phil Anderson                | Bernard Hinault       | Sean Kelly             | Miko-Mercier-Vivagel    | TI-Raleigh-Campagnolo   | Robert Alban           |
| 17                 | Peter Winnen              | Bernard Hinault    | Sean Kelly            | Bernard Vallet            | Phil Anderson                | Bernard Hinault       | Sean Kelly             | Miko-Mercier-Vivagel    | TI-Raleigh-Campagnolo   | Marino Lejarreta       |
| 18                 | Adri van Houwelingen      | Bernard Hinault    | Sean Kelly            | Bernard Vallet            | Phil Anderson                | Bernard Hinault       | Sean Kelly             | Miko-Mercier-Vivagel    | TI-Raleigh-Campagnolo   | Adri van Houwelingen   |
| 19                 | Bernard Hinault           | Bernard Hinault    | Sean Kelly            | Bernard Vallet            | Phil Anderson                | Bernard Hinault       | Sean Kelly             | Miko-Mercier-Vivagel    | TI-Raleigh-Campagnolo   | non décerné            |
| 20                 | Daniel Willems            | Bernard Hinault    | Sean Kelly            | Bernard Vallet            | Phil Anderson                | Bernard Hinault       | Sean Kelly             | Miko-Mercier-Vivagel    | TI-Raleigh-Campagnolo   | Hennie Kuiper          |
| 21                 | Bernard Hinault           | Bernard Hinault    | Sean Kelly            | Bernard Vallet            | Phil Anderson                | Bernard Hinault       | Sean Kelly             | Miko-Mercier-Vivagel    | TI-Raleigh-Campagnolo   | Hennie Kuiper          |
| Classements finals | Classements finals        | Bernard Hinault    | Sean Kelly            | Bernard Vallet            | Phil Anderson                | Bernard Hinault       | Sean Kelly             | Miko-Mercier-Vivagel    | TI-Raleigh-Campagnolo   | Régis Clère            |

## Liste des coureurs
La liste ci-dessous présente les coureurs inscrits par numéro de dossard.
| Légende | Légende                                                                    | Légende | Légende                                                    |
| ------- | -------------------------------------------------------------------------- | ------- | ---------------------------------------------------------- |
| Num     | Dossard de départ porté par le coureur sur ce Tour                         | Pos     | Position à l'arrivée de la course                          |
|         | Indique un maillot de champion national ou mondial, suivi de sa spécialité | NP      | Indique un coureur qui n'a pas pris le départ de la course |
| AB      | Indique un coureur qui n'a pas terminé la course                           | HD      | Indique un coureur qui a terminé la course hors des délais |

| Renault-Elf-Gitane                                       | Renault-Elf-Gitane            | Renault-Elf-Gitane |
| -------------------------------------------------------- | ----------------------------- | ------------------ |
| Num                                                      | Coureur                       | Pos                |
| 1                                                        | Bernard Hinault (FRA)         | 1er                |
| 2                                                        | Hubert Arbès (FRA)            | 86e                |
| 3                                                        | Charly Bérard (FRA)           | 16e                |
| 4                                                        | Patrick Bonnet (FRA)          | 41e                |
| 5                                                        | Lucien Didier (LUX)           | 25e                |
| 6                                                        | Maurice Le Guilloux (FRA)     | 27e                |
| 7                                                        | Marc Madiot (FRA)             | 30e                |
| 8                                                        | Pascal Poisson (FRA)          | 50e                |
| 9                                                        | Jean-François Rodriguez (FRA) | 26e                |
| 10                                                       | Alain Vigneron (FRA)          | 35e                |
| Directeurs sportifs : Cyrille Guimard et Bernard Quilfen |                               |                    |

| La Redoute-Motobécane                                       | La Redoute-Motobécane        | La Redoute-Motobécane |
| ----------------------------------------------------------- | ---------------------------- | --------------------- |
| Num                                                         | Coureur                      | Pos                   |
| 11                                                          | Robert Alban (FRA)           | 11e                   |
| 12                                                          | Pierre Bazzo (FRA)           | 39e                   |
| 13                                                          | Johan De Muynck (BEL)        | 28e                   |
| 14                                                          | Etienne De Wilde (BEL)       | AB-16                 |
| 15                                                          | Pascal Guyot (FRA)           | 96e                   |
| 16                                                          | Christian Jourdan (FRA)      | AB-17                 |
| 17                                                          | Paul Sherwen (GBR)           | 111e                  |
| 18                                                          | Bernard Vallet (FRA)         | 12e                   |
| 19                                                          | Jean-Luc Vandenbroucke (BEL) | AB-8                  |
| 20                                                          | Didier Vanoverschelde (FRA)  | 42e                   |
| Directeurs sportifs : Philippe Crépel et Joseph Braeckevelt |                              |                       |

| TI-Raleigh-Campagnolo                              | TI-Raleigh-Campagnolo     | TI-Raleigh-Campagnolo |
| -------------------------------------------------- | ------------------------- | --------------------- |
| Num                                                | Coureur                   | Pos                   |
| 21                                                 | Johan van der Velde (NED) | 3e                    |
| 22                                                 | Frank Hoste (BEL)         | NP-17                 |
| 23                                                 | Ludo De Keulenaer (BEL)   | 61e                   |
| 24                                                 | Gerrie Knetemann (NED)    | 47e                   |
| 25                                                 | Henk Lubberding (NED)     | 46e                   |
| 26                                                 | Ludo Peeters (BEL)        | 34e                   |
| 27                                                 | Jan Raas (NED)            | AB-15                 |
| 28                                                 | Leo van Vliet (NED)       | 52e                   |
| 29                                                 | Gerard Veldscholten (NED) | 32e                   |
| 30                                                 | Ad Wijnands (NED)         | 53e                   |
| Directeurs sportifs : Peter Post et Jules De Wever |                           |                       |

| Capri Sonne-Eddy Merckx              | Capri Sonne-Eddy Merckx | Capri Sonne-Eddy Merckx |
| ------------------------------------ | ----------------------- | ----------------------- |
| Num                                  | Coureur                 | Pos                     |
| 31                                   | Peter Winnen (NED)      | 4e                      |
| 32                                   | Gregor Braun (RFA)      | AB-7                    |
| 33                                   | Ludo Delcroix (BEL)     | 91e                     |
| 34                                   | Theo de Rooy (NED)      | 19e                     |
| 35                                   | Ronald De Witte (BEL)   | 63e                     |
| 36                                   | Eric McKenzie (NZL)     | 87e                     |
| 37                                   | Rudy Pevenage (BEL)     | 73e                     |
| 38                                   | Eric Van De Wiele (BEL) | 68e                     |
| 39                                   | Dirk Wayenberg (BEL)    | 117e                    |
| 40                                   | Jostein Wilmann (NOR)   | AB-17                   |
| Directeur sportif : Walter Godefroot |                         |                         |

| Peugeot-Shell-Michelin                                  | Peugeot-Shell-Michelin        | Peugeot-Shell-Michelin |
| ------------------------------------------------------- | ----------------------------- | ---------------------- |
| Num                                                     | Coureur                       | Pos                    |
| 41                                                      | Jean-René Bernaudeau (FRA)    | 13e                    |
| 42                                                      | Phil Anderson (AUS)           | 5e                     |
| 43                                                      | Bernard Bourreau (FRA)        | AB-17                  |
| 44                                                      | Frédéric Brun (FRA)           | 66e                    |
| 45                                                      | André Chalmel (FRA)           | 115e                   |
| 46                                                      | Gilbert Duclos-Lassalle (FRA) | 60e                    |
| 47                                                      | Michel Laurent (FRA)          | 48e                    |
| 48                                                      | Hubert Linard (FRA)           | 56e                    |
| 49                                                      | Patrick Perret (FRA)          | 38e                    |
| 50                                                      | Pascal Simon (FRA)            | 20e                    |
| Directeurs sportifs : Maurice De Muer et Roland Berland |                               |                        |

| Splendor-Wickes Bouwmarkt                            | Splendor-Wickes Bouwmarkt        | Splendor-Wickes Bouwmarkt |
| ---------------------------------------------------- | -------------------------------- | ------------------------- |
| Num                                                  | Coureur                          | Pos                       |
| 51                                                   | Claude Criquielion (BEL)         | AB-17                     |
| 52                                                   | Johnny Broers (NED)              | AB-2                      |
| 53                                                   | Luc Desmet (BEL)                 | AB-15                     |
| 54                                                   | Eddy Planckaert (BEL)            | AB-17                     |
| 55                                                   | Walter Planckaert (BEL)          | AB-12                     |
| 56                                                   | Jos Schipper (NED)               | NP-17                     |
| 57                                                   | Eugène Urbany (LUX)              | 97e                       |
| 58                                                   | Benny Van Brabant (BEL)          | 118e                      |
| 59                                                   | Jean-Philippe Vandenbrande (BEL) | 54e                       |
| 60                                                   | Paul Wellens (BEL)               | NP-18                     |
| Directeurs sportifs : Albert De Kimpe et Luc Landuyt |                                  |                           |

| Vermeer-Thijs                                   | Vermeer-Thijs                | Vermeer-Thijs |
| ----------------------------------------------- | ---------------------------- | ------------- |
| Num                                             | Coureur                      | Pos           |
| 61                                              | Fons De Wolf (BEL)           | 31e           |
| 62                                              | Roger De Cnijf (BEL)         | 93e           |
| 63                                              | Franky De Gendt (BEL)        | HD-18         |
| 64                                              | Joseph Deschoenmaecker (BEL) | AB-3          |
| 65                                              | Jos Jacobs (BEL)             | AB-17         |
| 66                                              | Louis Luyten (BEL)           | 92e           |
| 67                                              | Dany Schoonbaert (BEL)       | 84e           |
| 68                                              | Adri van Houwelingen (NED)   | 40e           |
| 69                                              | Jan van Houwelingen (NED)    | 99e           |
| 70                                              | Pol Verschuere (BEL)         | 81e           |
| Directeur sportif : Roger Swerts et Jos De Wolf |                              |               |

| Sem-France Loire-Campagnolo                                | Sem-France Loire-Campagnolo | Sem-France Loire-Campagnolo |
| ---------------------------------------------------------- | --------------------------- | --------------------------- |
| Num                                                        | Coureur                     | Pos                         |
| 71                                                         | Sean Kelly (IRL)            | 15e                         |
| 72                                                         | René Bittinger (FRA)        | 44e                         |
| 73                                                         | Jonathan Boyer (USA)        | 23e                         |
| 74                                                         | André Chappuis (FRA)        | 114e                        |
| 75                                                         | Jean-François Chaurin (FRA) | 49e                         |
| 76                                                         | Patrick Clerc (FRA)         | 77e                         |
| 77                                                         | Guy Gallopin (FRA)          | AB-13                       |
| 78                                                         | Dominique Garde (FRA)       | 64e                         |
| 79                                                         | Hubert Graignic (FRA)       | 107e                        |
| 80                                                         | Marcel Tinazzi (FRA)        | 43e                         |
| Directeurs sportifs : Jean de Gribaldy et Christian Rumeau |                             |                             |

| Sunair-Colnago-Campagnolo                                  | Sunair-Colnago-Campagnolo   | Sunair-Colnago-Campagnolo |
| ---------------------------------------------------------- | --------------------------- | ------------------------- |
| Num                                                        | Coureur                     | Pos                       |
| 81                                                         | Daniel Willems (BEL)        | 7e                        |
| 82                                                         | Alain De Roo (BEL)          | 123e                      |
| 83                                                         | Werner Devos (BEL)          | 125e                      |
| 84                                                         | Ludo Frijns (BEL)           | AB-16                     |
| 85                                                         | Guy Janiszewski (BEL)       | 101e                      |
| 86                                                         | Frans Van Vlierberghe (BEL) | 108e                      |
| 87                                                         | Gery Verlinden (BEL)        | NP-17                     |
| 88                                                         | Patrick Versluys (BEL)      | 94e                       |
| 89                                                         | Jan Wijnants (BEL)          | AB-17                     |
| 90                                                         | Ludwig Wijnants (BEL)       | 75e                       |
| Directeurs sportifs : Guillaume Driessens et Willy Jossart |                             |                           |

| DAF Trucks-Teve Blad-Rossin          | DAF Trucks-Teve Blad-Rossin | DAF Trucks-Teve Blad-Rossin |
| ------------------------------------ | --------------------------- | --------------------------- |
| Num                                  | Coureur                     | Pos                         |
| 91                                   | Hennie Kuiper (NED)         | 9e                          |
| 92                                   | Hendrik Devos (BEL)         | 88e                         |
| 93                                   | Marc Dierickx (BEL)         | 85e                         |
| 94                                   | Marcel Laurens (BEL)        | 100e                        |
| 95                                   | René Martens (BEL)          | 24e                         |
| 96                                   | Guy Nulens (BEL)            | 22e                         |
| 97                                   | Bert Oosterbosch (NED)      | AB-2                        |
| 98                                   | William Tackaert (BEL)      | AB-19                       |
| 99                                   | Adrie van der Poel (NED)    | 102e                        |
| 100                                  | Peter Zijerveld (NED)       | NP-7                        |
| Directeur sportif : Alfred De Bruyne |                             |                             |

| Coop-Mercier-Mavic                                              | Coop-Mercier-Mavic           | Coop-Mercier-Mavic |
| --------------------------------------------------------------- | ---------------------------- | ------------------ |
| Num                                                             | Coureur                      | Pos                |
| 101                                                             | Joop Zoetemelk (NED)         | 2e                 |
| 102                                                             | Kim Andersen (DEN)           | 17e                |
| 103                                                             | Yvon Bertin (FRA)            | 124e               |
| 104                                                             | Régis Clère (FRA)            | 45e                |
| 105                                                             | Jean-Louis Gauthier (FRA)    | 104e               |
| 106                                                             | Pierre Le Bigaut (FRA)       | 59e                |
| 107                                                             | Christian Levavasseur (FRA)  | NP-2               |
| 108                                                             | Raymond Martin (FRA)         | 8e                 |
| 109                                                             | Pierre-Henri Menthéour (FRA) | 51e                |
| 110                                                             | Jacques Michaud (FRA)        | 18e                |
| Directeurs sportifs : Jean-Pierre Danguillaume et Michel Rameau |                              |                    |

| Teka                                                   | Teka                               | Teka  |
| ------------------------------------------------------ | ---------------------------------- | ----- |
| Num                                                    | Coureur                            | Pos   |
| 111                                                    | Marino Lejarreta (ESP)             | 37e   |
| 112                                                    | Bernardo Alfonsel (ESP)            | 67e   |
| 113                                                    | Francisco Albelda (ESP)            | AB-4  |
| 114                                                    | Juan Carlos Alonso (ESP)           | 122e  |
| 115                                                    | Antonio Coll (ESP)                 | 70e   |
| 116                                                    | Alberto Fernández Blanco (ESP)     | 10e   |
| 117                                                    | Ismaël Lejarreta (ESP)             | 57e   |
| 118                                                    | José Luis Rodríguez Inguanzo (ESP) | AB-1  |
| 119                                                    | Modesto Urrutibeazcoa (ESP)        | AB-17 |
| 120                                                    | Felipe Yáñez (ESP)                 | 110e  |
| Directeurs sportifs : Domingo Perurena et Jean Alvarez |                                    |       |

| Wolber-Spidel                                             | Wolber-Spidel                   | Wolber-Spidel |
| --------------------------------------------------------- | ------------------------------- | ------------- |
| Num                                                       | Coureur                         | Pos           |
| 121                                                       | Sven-Åke Nilsson (SWE)          | 14e           |
| 122                                                       | Dominique Arnaud (FRA)          | 36e           |
| 123                                                       | Jean Chassang (FRA)             | 80e           |
| 124                                                       | Marc Durant (FRA)               | 62e           |
| 125                                                       | Marc Gomez (FRA)                | 71e           |
| 126                                                       | Gérard Kerbrat (FRA)            | AB-17         |
| 127                                                       | Jean-François Rault (FRA)       | 74e           |
| 128                                                       | Christian Seznec (FRA)          | 29e           |
| 129                                                       | Pierre-Raymond Villemiane (FRA) | 55e           |
| 130                                                       | Claude Vincendeau (FRA)         | 89e           |
| Directeurs sportifs : Marcel Boishardy et Jacky Blanchard |                                 |               |

| Puch-Eorotex-Campagnolo                                 | Puch-Eorotex-Campagnolo  | Puch-Eorotex-Campagnolo |
| ------------------------------------------------------- | ------------------------ | ----------------------- |
| Num                                                     | Coureur                  | Pos                     |
| 131                                                     | Stefan Mutter (SUI)      | 21e                     |
| 132                                                     | Reimund Dietzen (RFA)    | AB-2                    |
| 133                                                     | Mike Gutmann (SUI)       | 79e                     |
| 134                                                     | Siegfried Hekimi (SUI)   | 103e                    |
| 135                                                     | Hans Kaenel (SUI)        | AB-17                   |
| 136                                                     | Erwin Lienhard (SUI)     | 95e                     |
| 137                                                     | Harald Maier (AUT)       | 78e                     |
| 138                                                     | Hans Neumayer (RFA)      | AB-2                    |
| 139                                                     | Klaus-Peter Thaler (RFA) | 90e                     |
| 140                                                     | Josef Wehrli (SUI)       | 69e                     |
| Directeurs sportifs : Werner Arnold et Philippe Monnier |                          |                         |

| Inoxpran Pentole Posate                                    | Inoxpran Pentole Posate  | Inoxpran Pentole Posate |
| ---------------------------------------------------------- | ------------------------ | ----------------------- |
| Num                                                        | Coureur                  | Pos                     |
| 141                                                        | Giovanni Battaglin (ITA) | NP-16                   |
| 142                                                        | Giuliano Biatta (ITA)    | 120e                    |
| 143                                                        | Guido Bontempi (ITA)     | AB-17                   |
| 144                                                        | Alfredo Chinetti (ITA)   | 109e                    |
| 145                                                        | Alfonso Dal Pian (ITA)   | AB-18                   |
| 146                                                        | Bruno Leali (ITA)        | 76e                     |
| 147                                                        | Luciano Loro (ITA)       | 58e                     |
| 148                                                        | Luigino Moro (ITA)       | AB-17                   |
| 149                                                        | Amilcare Sgalbazzi (ITA) | AB-8                    |
| 150                                                        | Carlo Tonon (ITA)        | 116e                    |
| Directeurs sportifs : Davide Boifava et Sandro Quintarelli |                          |                         |

| Cilo-Aufina                        | Cilo-Aufina               | Cilo-Aufina |
| ---------------------------------- | ------------------------- | ----------- |
| Num                                | Coureur                   | Pos         |
| 151                                | Beat Breu (SUI)           | 6e          |
| 152                                | Thierry Bolle (SUI)       | 112e        |
| 153                                | Serge Demierre (SUI)      | 72e         |
| 154                                | Antonio Ferretti (SUI)    | 65e         |
| 155                                | Gilbert Glaus (SUI)       | 105e        |
| 156                                | Jean-Marie Grezet (SUI)   | NP-P        |
| 157                                | Patrick Moerlen (SUI)     | 83e         |
| 158                                | Cédric Rossier (SUI)      | 82e         |
| 159                                | Marcel Russenberger (SUI) | 119e        |
| 160                                | Julius Thalmann (SUI)     | 98e         |
| Directeur sportif : Auguste Girard |                           |             |

| Hoonved-Bottecchia               | Hoonved-Bottecchia        | Hoonved-Bottecchia |
| -------------------------------- | ------------------------- | ------------------ |
| Num                              | Coureur                   | Pos                |
| 161                              | Mario Beccia (ITA)        | 33e                |
| 162                              | Fiorenzo Aliverti (ITA)   | 113e               |
| 163                              | Antonio Bevilacqua (ITA)  | 106e               |
| 164                              | Daniel Gisiger (SUI)      | AB-17              |
| 165                              | Silvestro Milani (ITA)    | AB-9               |
| 166                              | Benedetto Patellaro (ITA) | AB-8               |
| 167                              | Luciano Rui (ITA)         | AB-17              |
| 168                              | Enzo Serpelloni (ITA)     | 121e               |
| 169                              | Dietrich Thurau (RFA)     | NP-20              |
| 170                              | Rik Van Linden (BEL)      | AB-1               |
| Directeur sportif : Dino Zandegu |                           |                    |